# Michele de Jorio
Michele de Jorio, né le 18 octobre 1738 à Procida (Royaume de Naples) et mort le 13 février 1806 dans la même commune, est un juriste, avocat et magistrat italien.

## Biographie
Michele de Jorio appartient à une très ancienne famille, de Naples. Après des études de droit public Michele de Jorio publie, en 1761,  un discours sur l'histoire des royaumes de Naples et de Sicile et ouvre un cabinet d'avocat. Il exerce cette profession durant 20 ans.  À la fin des années 70, il  commence la publication d'une histoire  du commerce et de la navigation.  Ce travail lui ouvre ses portes à l'Académie des sciences et des belles lettres de Naples. C'est là que Ferdinand IV de Bourbon et son Premier ministre, John Francis Edward Acton, le chargent d'écrire d'un nouveau code maritime italien. Michele de Jorio s'acquitte de sa tâche en rédigeant, en 1781, un ouvrage important en quatre volumes  de 2411 pages qui ne fut cependant jamais promulgué et donc jamais entré en vigueur. Dans les tomes 1 et 2, avant les propositions d'articles de lois,  il fait  l'histoire des peuples navigateurs et des notions d'économie politique,  l'histoire de la législation et les sources du droit maritime avec des  fragments de droit romain, l'ordonnance française de 1681, et d' autres lois maritimes. Il est nommé président du Conseil sacré royal. 
Il publie ensuite, en 1798,  une histoire et la jurisprudence du commerce, également en 4 volumes.